# یواس‌ان‌اس سیفگارد (تی-ای‌آراس-۵۰)
یواس‌ان‌اس سیفگارد (تی-ای‌آراس-۵۰) (به انگلیسی: USNS Safeguard (T-ARS-50)) یک کشتی بود که طول آن ۲۵۵ فوت (۷۸ متر) بود. این کشتی در سال ۱۹۸۳ ساخته شد.